# Billy Herrington
Billy Herrington (1969-2018) est un acteur américain de films pornographiques gays, devenu un mème internet au Japon, ce qui l'a rendu mondialement célèbre.

## Biographie
Billy Herrington gagne un concours un jour que sa petite amie de l'époque envoie sa photo au magazine Playgirl. Il est repéré par Jim French, le producteur de COLT Studio Group, une maison de production de vidéos pornographiques gays, qui le contacte. Herrington se décide deux ans après à faire des photos, puis des tournages, ce qui lui permet de découvrir sa propre bisexualité.
Il tourne quelques films sous la direction de Chi Chi LaRue. En 2000, il joue dans le film pornographique expérimental danois HotMen CoolBoyz produit chez Puzzy Power. Il se fait connaître par son physique de culturiste.
En 2007, une vidéo d'exercice physique qu'il a versé sur internet est partagée sur le site japonais de partage vidéo Niconico. Elle devient virale, sous la forme de montages divers, et l'image de Billy Herrington devient un mème internet dans le Gachimuchi (de gacchiri, がっちり : solidement bâti, et mukimuki, ムキムキ : musclé) répertoriant divers hommes au physique épais ou musclé comme Van Darkholm ou Ricardo Milos. Billy Herrington est affectueusement surnommé Aniki (兄貴, grand frère en japonais) et est souvent invité dans des conventions au Japon.
Le 1er mars 2018, il a un accident de voiture sur la route 111 de Californie à Rancho Mirage. Amené à l'hôpital de Palm Springs, il y décède le jour suivant.

## Distinctions
- Adult Erotic Gay Video Awards 2002 : meilleure scène de groupe avec Nino Bacci, Colton Ford, Blake Harper, Jay Ross dans Conquered.